# Madame Butterfly (film, 1932)
Pour les articles homonymes, voir Madame Butterfly#Filmographie.
Pour plus de détails, voir Fiche technique et Distribution.
Madame Butterfly est un film américain mis en scène par Marion Gering, avec Sylvia Sidney et Cary Grant, sorti en 1932.
C'est une adaptation non chantée de l'opéra de Giacomo Puccini, le scénario étant basé sur la pièce de David Belasco. 

## Synopsis
Une jeune femme japonaise, Cho-Cho, tombe amoureuse d'un Lieutenant américain de l'U.S. Navy, le lieutenant Pinkerton. Il se marie avec elle, alors qu'il était déjà fiancé.

## Fiche technique
- Titre original : Madame Butterfly
- Réalisation : Marion Gering
- Scénario : Josephine Lovett et Joseph Moncure March d'après la pièce de David Belasco
- Production : B. P. Schulberg
- Photographie : David Abel
- Musique : W. Franke Harling
- Montage : Jane Loring
- Société de production et de distribution : Paramount Pictures
- Durée : 86 minutes
- Date de sortie :
  - États-Unis : 30 décembre 1932

## Distribution
- Sylvia Sidney : Cho-Cho San
- Cary Grant (VF : Paul Lalloz) : Lieutenant B. F. Pinkerton
- Charles Ruggles : Lieutenant Barton
- Irving Pichel : Yamadori
- Edmund Breese : grand-père de Cho-Cho
- Helen Jerome Eddy : grand mère de Cho-Cho
- Judith Vosselli : Madame Goro
- Sheila Terry : Adelaide Pinkerton
- Berton Churchill : consul américain
- Louise Carter : Sazuki